# اوفالو
اوفالو (به مجاری: Ófalu) یک منطقهٔ مسکونی در مجارستان است که در ناحیه پچ‌واراد واقع شده‌است.